# Bredstedt (BP 21)
Bredstedt (BP 21) byla hlídkovou lodí provozovaná německou Spolkovou policií. Ve službě byla v letech 1989–2018. Mezi jejich hlavní úkoly patří hlídkování v Baltském a Severním moři.

## Stavba

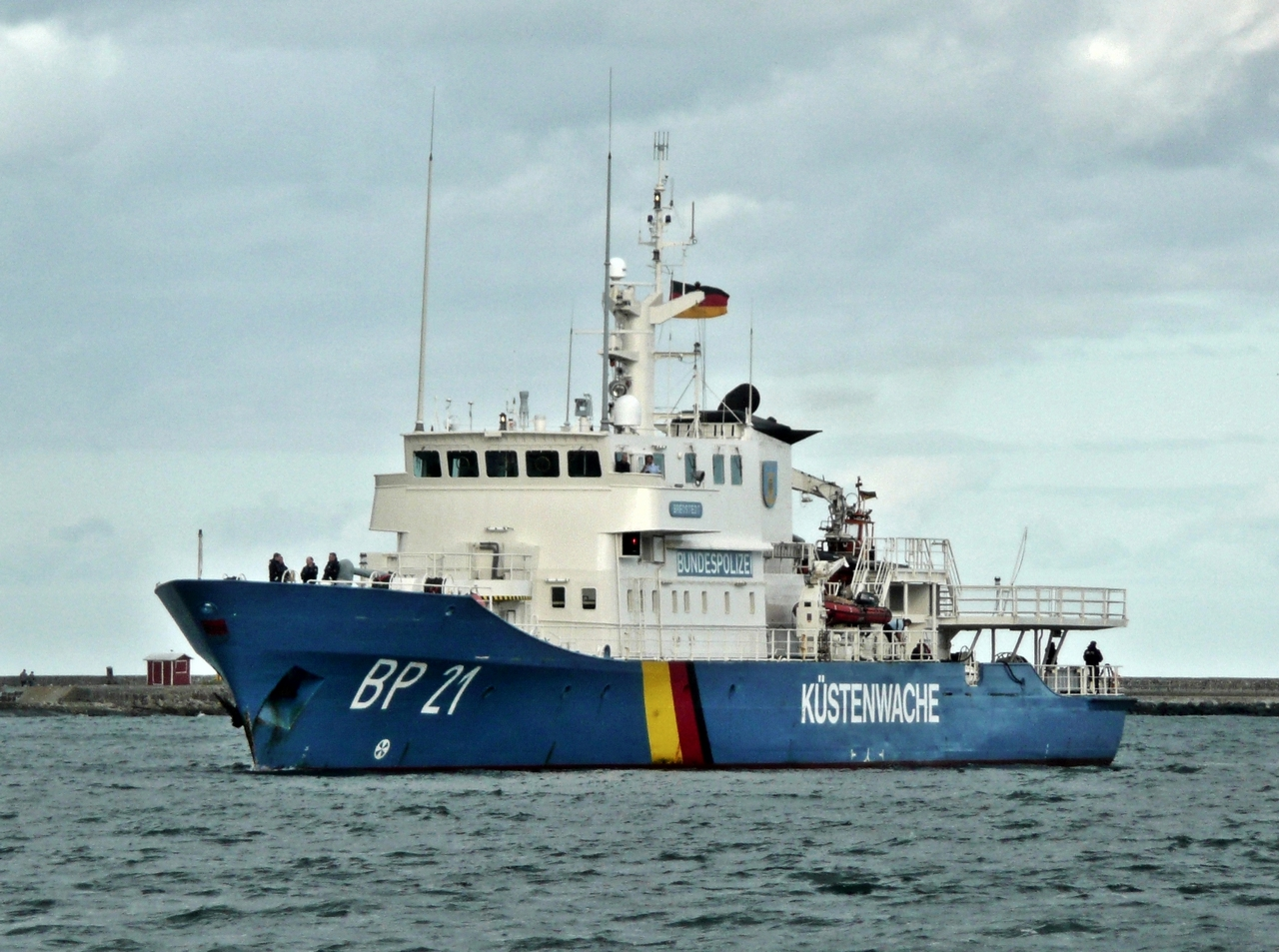
Bredstedt

Bredstedt byla pouze loď postavená v hlídkové lodi typu P 60 německou Spolkovou policií. Plavidlo postavila v letech 1988–1989 německá loděnice Elsflether Werft v Elsfleth.

## Konstrukce

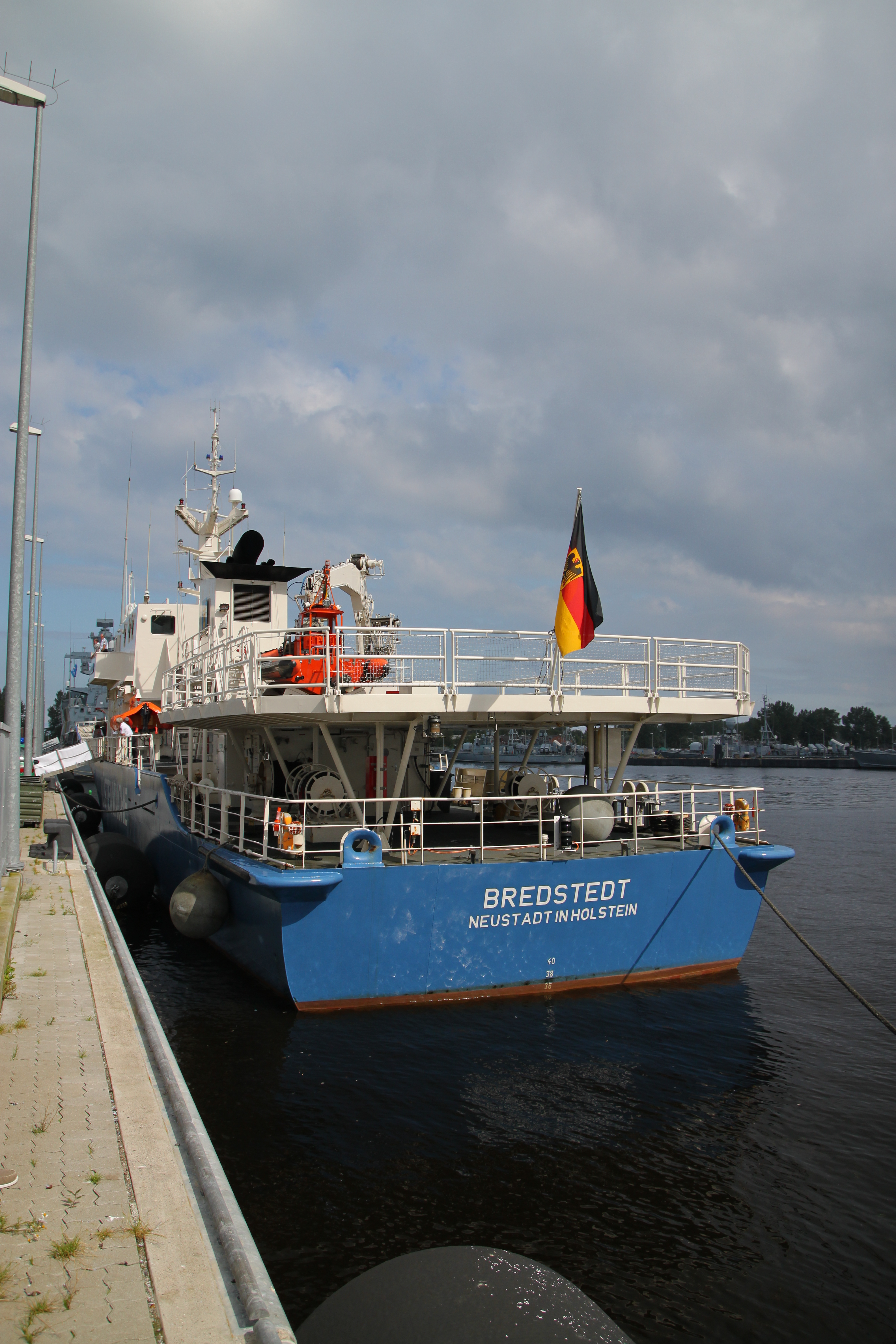
Bredstedt

Do roku 1997 bylo plavidlo vyzbrojeno jedním 40mm kanónem a poté není ozbrojeno. Na zádi s prostorem pro dva inspekční čluny RHIB se nachází přistávací plocha pro vrtulník. Dieselelektrický pohonný systém kombinuje jeden diesel MTU 20V 1163 TB93 pro plavbu vysokou rychlostí a dva elektromotory pro plavbu ekonomickou rychlostí. Nejvyšší rychlost dosahuje 21 uzlu a ekonomická 20 uzlů.